# Liste des châteaux de la Creuse
Cet article recense de manière non exhaustive les châteaux (de défense ou d'agrément), maisons fortes, mottes castrales, situés dans le département français de la Creuse. Il est fait état des inscriptions et classements au titre des monuments historiques.

## Liste
| Icône            | Signification    | Abréviations             | Abréviations                  | Abréviations             | Abréviations           |
| ---------------- | ---------------- | ------------------------ | ----------------------------- | ------------------------ | ---------------------- |
| Château fort     | Château fort     | = Bastide                | = Ferme fortifiée             | = Maison forte           | = (Néo-)Palladianisme  |
| Renaissance      | Renaissance      | = Château gascon         | = Folie (montpelliéraine)     | = Manoir, Gentilhommière | = Résidence épiscopale |
| Domaine viticole | Domaine viticole | = Classicisme, classique | = Forteresse, fort(ification) | = Maison (noble)         | = Style Beaux-Arts     |
| Palais           | Palais           | = Commanderie            | = Gothique (flamboyant)       | = Néo-baroque            | = Style Second Empire  |
| Ruine ou disparu | Ruine, disparu   | = Château pinardier      | = Hôtel particulier           | = Néo-classique          | = Style italianisant   |
|                  |                  | = Demeure seigneuriale   | ... = Style Louis XII...XVI   | = Néo-gothique           | = Style troubadour     |
|                  |                  | = Éclectisme             | = Logis (seigneurial)         | = Néo-Renaissance        | = Villa (de Nice)      |
| Baroque, rococo  | Baroque, rococo  | = Édifice religieux      | = Motte castrale/féodale      | = Pavillon de chasse     | = Styles du XXe siècle |

| Type                                                     | Château                                        | Commune                              | Protection                                                                         | Notes                                                      | Coordonnées                 | Illustration      |
| -------------------------------------------------------- | ---------------------------------------------- | ------------------------------------ | ---------------------------------------------------------------------------------- | ---------------------------------------------------------- | --------------------------- | ----------------- |
| Château fort · Ruine ou disparu                          | Château Abain (Château de Malval)              | Malval                               | Inscrit MH (2005) · Notice no PA23000018                                           | XIe et XVe siècles                                         | 46° 21′ 00″ N, 1° 53′ 00″ E |                   |
| Château fort · Classicisme, classique · Ruine ou disparu | Château de l'Âge-au-Seigneur                   | Le Grand-Bourg                       |                                                                                    | XIIe et XVIIe siècles                                      | 46° 09′ 51″ N, 1° 36′ 50″ E |                   |
| Château fort · Renaissance                               | Château d'Arfeuille                            | Felletin                             | Inscrit MH (2011) · Notice no PA00100065                                           | XIIe et XVe siècles et XVIIIe et XIXe siècles              | 45° 52′ 56″ N, 2° 12′ 23″ E |                   |
| Château fort · Ruine ou disparu                          | Château d'Aubusson                             | Aubusson                             | Inscrit MH (1964) · Notice no PA00099990                                           | XIe et XVe siècles                                         | 45° 57′ 23″ N, 2° 10′ 19″ E |                   |
| Classicisme, classique                                   | Château de Baconaille (La Baconaille)          | Auriat                               |                                                                                    | XVIIIe siècle                                              | 45° 51′ 59″ N, 1° 39′ 11″ E |                   |
| Baroque, rococo                                          | Château de la Barde                            | Saint-Sulpice-le-Dunois              |                                                                                    |                                                            | 46° 18′ 44″ N, 1° 45′ 25″ E |                   |
| Renaissance                                              | Château du Bas-Bouteix                         | Saint-Frion                          | Inscrit MH (1954) · Notice no PA00132618                                           | XVIe siècle                                                | 45° 51′ 58″ N, 2° 12′ 02″ E |                   |
| Renaissance                                              | Château de Beaufort                            | Malleret                             |                                                                                    | XVIe siècle                                                | 46° 20′ 59″ N, 2° 08′ 41″ E |                   |
| Renaissance                                              | Château de Beaumont                            | Saint-Yrieix-les-Bois                |                                                                                    | XVe siècle                                                 | 46° 06′ 29″ N, 1° 56′ 41″ E |                   |
| Classicisme, classique                                   | Château de Beauregard                          | Saint-Priest                         |                                                                                    | XVIIe et XIXe siècles                                      | 46° 04′ 55″ N, 2° 21′ 45″ E |                   |
| Château fort · Renaissance                               | Château de Beauvais                            | Bonnat                               |                                                                                    | XVe siècle                                                 | 46° 20′ 16″ N, 1° 54′ 06″ E |                   |
| Château fort · Renaissance                               | Château de Bellefaye                           | Soumans                              |                                                                                    | XIIIe siècle                                               | 46° 17′ 41″ N, 2° 22′ 16″ E |                   |
| Édifice religieux · Château fort · Renaissance           | Château de Blessac                             | Blessac                              |                                                                                    | XIe et XVIIIe siècles (anciennement abbaye de Blessac)     | 45° 57′ 28″ N, 2° 07′ 38″ E |                   |
| Renaissance                                              | Château de Bogenet (Bosgenet)                  | Pionnat                              |                                                                                    | XVe siècle                                                 | 46° 10′ 53″ N, 2° 01′ 33″ E |                   |
| Château fort · Ruine ou disparu                          | Château de Bois-Lamy (Tour Zizim de Bois-Lamy) | Moutier-Malcard                      |                                                                                    | XVe siècle                                                 | 46° 22′ 49″ N, 1° 55′ 54″ E |                   |
| Château fort · Renaissance                               | Château du Bost                                | Magnat-l'Etrange                     |                                                                                    | XIVe siècle                                                | 45° 49′ 06″ N, 2° 17′ 13″ E |                   |
| Château fort · Commanderie                               | Château de Bourganeuf                          | Bourganeuf                           | Classé MH (1911) · Notice no PA00100014                                            | XIIe et XVe siècles, prieuré hospitalier                   | 45° 57′ 14″ N, 1° 45′ 22″ E |                   |
| Château fort · Renaissance                               | Château de Boussac                             | Boussac                              | Classé MH (1930) · Notice no PA00100017                                            | XVe siècle                                                 | 46° 20′ 53″ N, 2° 12′ 40″ E |                   |
| Château fort · Ruine ou disparu                          | Château de Bridiers (Tour de Bridiers)         | La Souterraine                       | Classé MH (1968) · Notice no PA00100211 · Notice no IA23000072                     | XIIe et XVe siècles                                        | 46° 14′ 32″ N, 1° 30′ 50″ E |                   |
| Château fort                                             | Château de Brousse                             | Brousse                              |                                                                                    | XVe siècle                                                 | 45° 58′ 29″ N, 2° 27′ 11″ E |                   |
| Logis                                                    | Château de Budeille                            | Évaux-les-Bains                      |                                                                                    | XIXe siècle                                                | 46° 10′ 37″ N, 2° 29′ 18″ E |                   |
| Classicisme, classique                                   | Château de Chabannes                           | Fursac (Saint-Pierre-de-Fursac)      |                                                                                    | Lieu de refuge pour les enfants juifs pendant l'Holocauste | 46° 09′ 44″ N, 1° 28′ 48″ E |                   |
| Château fort · Ruine ou disparu                          | Donjon de Chamborand                           | Chamborand                           | Inscrit MH (1939) · Notice no PA00100034                                           | XIIe et XVe siècles                                        | 46° 09′ 12″ N, 1° 34′ 15″ E |                   |
| Renaissance                                              | Château de Chantemille                         | Ahun                                 |                                                                                    | Xe siècle                                                  |                             |                   |
|                                                          | Château de La Chapelle-Baloue                  | La Chapelle-Baloue                   |                                                                                    |                                                            |                             |                   |
|                                                          | Château de Chard                               | Chard                                |                                                                                    | XVe siècle                                                 |                             |                   |
|                                                          | Château la Chassagne                           | Ladapeyre                            |                                                                                    | XVe siècle                                                 |                             |                   |
| Ruine ou disparu                                         | Château de la Chassagne                        | Saint-Hilaire-le-Château             |                                                                                    |                                                            |                             |                   |
|                                                          | Château de Châtain                             | Arfeuille-Châtain                    |                                                                                    | XIIe siècle                                                |                             |                   |
|                                                          | Château de Châteaubodeau                       | Rougnat                              |                                                                                    |                                                            |                             |                   |
|                                                          | Château de Châtel-Guyon                        | Viersat                              |                                                                                    | XVIIe siècle                                               |                             |                   |
|                                                          | Château de la Chaume                           | Bourganeuf                           |                                                                                    |                                                            |                             |                   |
|                                                          | Château de Chaumont                            | La Serre-Bussière-Vieille et Mainsat |                                                                                    | XXe siècle                                                 |                             |                   |
|                                                          | Château de Chaussadis                          | Ahun                                 |                                                                                    | XIXe siècle                                                |                             |                   |
|                                                          | Château du Chazepaud                           | Saint-Bard                           |                                                                                    | XXe siècle                                                 |                             |                   |
| Château fort                                             | Château de la Chezotte                         | Ahun                                 |                                                                                    |                                                            |                             |                   |
|                                                          | Château du Chier de Barmont                    | Saint-Avit-de-Tardes                 |                                                                                    |                                                            |                             |                   |
|                                                          | Château du Chiroux                             | Peyrat-la-Nonière                    |                                                                                    | XVe siècle                                                 |                             |                   |
|                                                          | Château de la Clairière                        | Saint-Maurice-la-Souterraine         |                                                                                    |                                                            |                             |                   |
|                                                          | Château du Claud                               | Nouhant                              |                                                                                    |                                                            | 46° 15′ 36″ N, 2° 23′ 19″ E |                   |
|                                                          | Château de Collonges                           | Le Grand-Bourg                       |                                                                                    | XIVe siècle                                                |                             |                   |
| Renaissance                                              | Château de la Combe                            | Sermur                               | Inscrit MH (2011) · Notice no PA23000023                                           | XVIe et XIXe siècles                                       | 45° 57′ 25″ N, 2° 23′ 51″ E |                   |
|                                                          | Château des comtes de la Marche                | Guéret                               |                                                                                    |                                                            |                             |                   |
|                                                          | Château Cornudet                               | Crocq                                |                                                                                    | XIXe siècle                                                |                             |                   |
| Château fort · Ruine ou disparu                          | Château de la Côte                             | Ladapeyre                            |                                                                                    | Moyen Âge                                                  | 46° 14′ 45″ N, 2° 03′ 09″ E |                   |
|                                                          | Château du Coudart                             | Ladapeyre                            |                                                                                    |                                                            |                             |                   |
| Ruine ou disparu                                         | Château de Crocq                               | Crocq                                |                                                                                    | XVe siècle                                                 |                             |                   |
|                                                          | Château de Cros                                | Saint-Laurent                        |                                                                                    | XVe siècle                                                 |                             |                   |
| Ruine ou disparu                                         | Château de Crozant                             | Crozant                              |                                                                                    | Xe siècle                                                  |                             |                   |
|                                                          | Château de la Dauge                            | Ladapeyre                            |                                                                                    | XIVe siècle démoli et reconstruit au XIXe siècle           |                             |                   |
|                                                          | Château Dupeyrix-Lavetizon                     | Saint-Merd-la-Breuille               |                                                                                    |                                                            |                             |                   |
|                                                          | Château d'Ecosse                               | Bétête                               |                                                                                    |                                                            |                             |                   |
|                                                          | Château de l'Étang                             | La Chaussade                         |                                                                                    | XVe siècle                                                 |                             |                   |
|                                                          | Château d'Etangsannes                          | Saint-Chabrais                       |                                                                                    | XIIIe siècle                                               |                             |                   |
|                                                          | Château de Flayat                              | Flayat                               |                                                                                    | XVIIe siècle                                               |                             |                   |
| Renaissance                                              | Château de la Forêt                            | Blessac                              |                                                                                    | XXe siècle                                                 |                             |                   |
|                                                          | Château de la Fôt                              | Noth                                 |                                                                                    | XIXe siècle                                                |                             |                   |
|                                                          | Château du Fôt                                 | Saint-Amand                          |                                                                                    | XVe siècle                                                 |                             |                   |
|                                                          | Château de Fournoux                            | Champagnat                           |                                                                                    | XIIe siècle                                                |                             |                   |
| Ruine ou disparu                                         | Château du Fressinaud                          | Nouhant                              |                                                                                    | XIVe siècle                                                |                             |                   |
|                                                          | Château de la Gaieté                           | Chambon-sur-Voueize                  |                                                                                    |                                                            |                             |                   |
|                                                          | Château de Gartempe                            | Gartempe                             |                                                                                    | XIIe siècle                                                |                             |                   |
| Ruine ou disparu                                         | Château de Grandsaigne                         | Bonnat                               |                                                                                    |                                                            |                             |                   |
|                                                          | Château d'Hautefaye                            | Issoudun-Létrieix                    |                                                                                    | XIVe siècle                                                |                             |                   |
|                                                          | Château de Jouillat                            | Jouillat                             |                                                                                    | XIVe siècle                                                |                             |                   |
|                                                          | Château de Jupille                             | Boussac-Bourg                        |                                                                                    | XIVe siècle                                                |                             |                   |
|                                                          | Château de Lasvy                               | Champsanglard                        |                                                                                    |                                                            |                             |                   |
| Château fort · Ruine ou disparu                          | Château de Lavaud                              | Saint-Maurice-la-Souterraine         |                                                                                    |                                                            | 46° 25′ 40″ N, 1° 47′ 27″ E |                   |
|                                                          | Château de Lavaud-Blanche                      | Le Compas                            |                                                                                    | XIXe siècle                                                |                             |                   |
|                                                          | Château de Lavaud-Promis                       | Villetelle                           |                                                                                    | XIIIe siècle                                               |                             |                   |
|                                                          | Château de Lépaud                              | Lépaud                               |                                                                                    | XIIIe siècle                                               |                             |                   |
| Ruine ou disparu                                         | Château de Leyrat                              | Chambon-sur-Voueize                  |                                                                                    | Xe siècle                                                  |                             |                   |
|                                                          | Château du Liège                               | Saint-Hilaire-le-Château             |                                                                                    | XIVe siècle rebati au XIXe siècle                          |                             |                   |
|                                                          | Château de Ligondès                            | Chambonchard                         |                                                                                    | XIIIe siècle                                               |                             |                   |
|                                                          | Château de Lussat                              | Lussat                               |                                                                                    |                                                            |                             |                   |
|                                                          | Château de Magnat                              | Magnat-l'Étrange                     |                                                                                    |                                                            |                             |                   |
|                                                          | Château de Mainsat                             | Mainsat                              |                                                                                    | XIe siècle                                                 |                             |                   |
|                                                          | Château de Mansat                              | Mansat-la-Courrière                  |                                                                                    | XVIe siècle                                                |                             |                   |
| Ruine ou disparu                                         | Château de Margeleix                           | Puy-Malsignat                        |                                                                                    |                                                            |                             |                   |
|                                                          | Château de Marsac                              | Marsac                               |                                                                                    |                                                            |                             |                   |
|                                                          | Château de Marsat                              | Chambon-sur-Voueize                  |                                                                                    | XVIIIe siècle                                              |                             |                   |
|                                                          | Château le Mas-du-Clos                         | Saint-Avit-de-Tardes                 |                                                                                    | XIXe siècle                                                |                             |                   |
|                                                          | Château le Mas-Lafille                         | Bourganeuf                           |                                                                                    |                                                            |                             |                   |
|                                                          | Château de Mas-Laurent                         | Croze                                |                                                                                    | reconstruit au XIXe siècle                                 |                             |                   |
|                                                          | Château du Masgelier                           | Le Grand-Bourg                       |                                                                                    | XVIIIe siècle                                              |                             |                   |
| Renaissance                                              | Château de Massenon                            | Ahun                                 |                                                                                    | XVIe siècle                                                |                             |                   |
|                                                          | Château du Mazeau                              | Peyrat-la-Nonière                    |                                                                                    | XVIe siècle                                                |                             |                   |
|                                                          | Château de Moisse                              | Bétête                               |                                                                                    | XIXe siècle                                                |                             |                   |
|                                                          | Château de Montaigut-le-Blanc                  | Montaigut-le-Blanc                   |                                                                                    | XIIIe siècle                                               |                             |                   |
| Ruine ou disparu                                         | Château du Monteil                             | Le Monteil-au-Vicomte                |                                                                                    |                                                            |                             |                   |
|                                                          | Château du Monteil                             | Saint-Martin-Château                 |                                                                                    |                                                            |                             |                   |
|                                                          | Château de la Monterolle                       | Évaux-les-Bains                      |                                                                                    | XVIe siècle                                                |                             |                   |
| Ruine ou disparu                                         | Château de Montlebeau                          | La Souterraine                       |                                                                                    | XVIe siècle                                                |                             |                   |
|                                                          | Château de Mornay                              | Bonnat                               |                                                                                    | XVIe siècle                                                |                             |                   |
| Château fort                                             | Château de la Mothe                            | Mérinchal                            |                                                                                    | XIIIe siècle                                               |                             |                   |
|                                                          | Château des Moulins                            | Flayat                               |                                                                                    |                                                            |                             |                   |
| Renaissance                                              | Château de Nouziers                            | Nouziers                             |                                                                                    |                                                            |                             |                   |
|                                                          | Château d'Orgnat                               | Saint-Dizier-la-Tour                 |                                                                                    | XIIIe siècle                                               |                             |                   |
|                                                          | Château de Périgord                            | Gouzon                               |                                                                                    | XVIIIe siècle                                              |                             |                   |
|                                                          | Château du Peyroux                             | Saint-Chabrais                       |                                                                                    |                                                            |                             |                   |
|                                                          | Château de Peyrudette                          | Champagnat                           |                                                                                    | XVIe siècle                                                |                             |                   |
|                                                          | Château de Plaix Goliard                       | Méasnes                              |                                                                                    | XVIe siècle rebâti au XVIIIe siècle                        |                             |                   |
|                                                          | Château de Pontarion                           | Pontarion                            |                                                                                    | XVe siècle                                                 |                             |                   |
|                                                          | Château de Poinsouze                           | Boussac-Bourg                        |                                                                                    | XIXe siècle                                                |                             |                   |
|                                                          | Château de Portes                              | Mainsat                              |                                                                                    | XIIIe siècle                                               |                             |                   |
|                                                          | Château de Poux                                | Saint-Amand                          |                                                                                    | XIVe siècle                                                |                             |                   |
|                                                          | Château du Puy                                 | Tercillat                            |                                                                                    | XVIIIe siècle                                              |                             |                   |
|                                                          | Château de Puy Haut                            | Lussat                               |                                                                                    |                                                            |                             |                   |
|                                                          | Château de Puyguillon                          | Fresselines                          |                                                                                    | XIVe siècle                                                |                             |                   |
|                                                          | Château de Ransigeat                           | Saint-Merd-la-Breuille               |                                                                                    | rebâti au XIXe siècle                                      |                             |                   |
|                                                          | Château du Rateau                              | Bonnat                               |                                                                                    | XVIIe siècle                                               |                             | Château du Rateau |
|                                                          | Château de Rebeyreix                           | Poussanges                           |                                                                                    |                                                            |                             |                   |
|                                                          | Château de Relibert                            | Évaux-les-Bains                      |                                                                                    | XVe siècle                                                 |                             |                   |
|                                                          | Château de Réville                             | Gouzon                               |                                                                                    | XVe siècle                                                 |                             |                   |
|                                                          | Château de Ribbe                               | Le Grand-Bourg                       |                                                                                    | rebâti au XIXe siècle                                      |                             |                   |
|                                                          | Château de Ribière                             | Champagnat                           |                                                                                    | XVe siècle                                                 |                             |                   |
|                                                          | Château de Saint-Domet                         | Saint-Domet                          |                                                                                    | détruit au XVIIIe siècle                                   |                             |                   |
| Château fort · Renaissance                               | Château de Saint-Germain-Beaupré               | Saint-Germain-Beaupré                | Inscrit MH (1941) · Classé MH (1946) · Notice no PA00100163 · Notice no IA23000016 | Moyen Âge, XVIe et XVIIe siècles, XIXe siècle              | 46° 18′ 45″ N, 1° 32′ 44″ E |                   |
| Château fort · Forteresse, fort(ification)               | Porte Saint-Jean                               | La Souterraine                       | Classé MH (1920) · Notice no PA00100210 · Notice no IA23000073                     | Moyen Âge                                                  | 46° 14′ 14″ N, 1° 29′ 13″ E |                   |
| Château fort                                             | Château de Saint-Maixant                       | Saint-Maixant                        | Inscrit MH (1959) · Notice no PA00100170                                           | XIVe et XVe siècles                                        | 45° 59′ 34″ N, 2° 12′ 31″ E |                   |
|                                                          | Château de Saint-Marc-à-Frongier               | Saint-Marc-à-Frongier                |                                                                                    | XVe siècle                                                 |                             |                   |
|                                                          | Château de Saint-Pierre-de-Fursac              | Saint-Pierre-de-Fursac               |                                                                                    | XIXe siècle                                                |                             |                   |
|                                                          | Château de Sainte-Feyre                        | Sainte-Feyre                         |                                                                                    | XVIIIe siècle                                              |                             |                   |
|                                                          | Château de Sazeirat                            | Arrènes                              |                                                                                    |                                                            |                             |                   |
|                                                          | Château de la Seiglière                        | Aubusson                             |                                                                                    | XVIIIe siècle                                              |                             |                   |
| Ruine ou disparu                                         | Château de Sermur                              | Sermur                               |                                                                                    | XIIe siècle                                                |                             |                   |
| Ruine ou disparu                                         | Château Souvolle                               | Saint-Sulpice-le-Dunois              |                                                                                    |                                                            |                             |                   |
| Maison (noble)                                           | Maison de la Tapisserie                        | Aubusson                             | Classé MH (1962) · Notice no PA00099996                                            | XVe et XVIe siècles, office du Tourisme                    | 45° 57′ 26″ N, 2° 10′ 15″ E |                   |
| Château fort                                             | Château du Théret                              | La Saunière                          |                                                                                    | XIVe siècle                                                |                             |                   |
|                                                          | Château de la Terrade                          | Clugnat                              |                                                                                    | XVe siècle                                                 |                             |                   |
|                                                          | Château le Theil                               | Saint-Agnant-près-Crocq              |                                                                                    | XVe siècle                                                 |                             |                   |
|                                                          | Château de Vauchaussade                        | Le Compas                            |                                                                                    | XIIe siècle                                                |                             |                   |
| Ruine ou disparu                                         | Château les Vergnes                            | Saint-Maurice-près-Crocq             |                                                                                    |                                                            |                             |                   |
|                                                          | Château de la Villate                          | Saint-Junien-la-Bregère              |                                                                                    |                                                            |                             |                   |
|                                                          | Château de la Villate                          | Leyrat                               |                                                                                    | XVIe siècle remanié au XXe siècle                          |                             |                   |
|                                                          | Château de la Villate-Billon                   | Saint-Victor-en-Marche               |                                                                                    | XIIIe siècle                                               |                             |                   |
|                                                          | Château de Villebaston                         | Le Bourg-d'Hem                       |                                                                                    | XVIIIe siècle remanié au XIXe siècle                       |                             |                   |
|                                                          | Château de Villedrerie                         | Budelière                            |                                                                                    | XVIIe siècle                                               |                             |                   |
|                                                          | Château de Villefort                           | Néoux                                |                                                                                    | XIVe siècle                                                |                             |                   |
|                                                          | Château de Villemoleix                         | Chambon-sur-Voueize                  |                                                                                    |                                                            |                             |                   |
|                                                          | Château de Villemonteix                        | Saint-Pardoux-les-Cards              |                                                                                    | XIIIe siècle                                               |                             |                   |
|                                                          | Château de Villeneuve                          | Vallière                             |                                                                                    | XVe siècle                                                 |                             |                   |
|                                                          | Château de Villepreaux                         | Montaigut-le-Blanc                   |                                                                                    | XVIe siècle                                                |                             |                   |
|                                                          | Château de la Voreille                         | Peyrat-la-Nonière                    |                                                                                    |                                                            |                             |                   |
|                                                          | Château de Vost                                | Lourdoueix-Saint-Pierre              |                                                                                    | XVe siècle                                                 |                             |                   |

## Pour approfondir

### Pages externes
- Carte complète des châteaux en Creuse (sur https://umap.openstreetmap.fr)